# كليوباس دوب
كليوباس دوب (بالإنجليزية: Cleopas Dube)‏ هو لاعب كرة قدم زيمبابوي في مركز الهجوم، ولد في 29 مارس 1990 في هوانج ‏ في زيمبابوي. لعب مع Highlanders F.C. ‏.

## وصلات خارجية
- كليوباس دوب على موقع قاعدة بيانات كرة القدم.إي يو (الإنجليزية)
- كليوباس دوب على موقع Soccerway.com (الإنجليزية)